# Cygnus NG-18
Cygnus NG-18 byl let americké nákladní kosmické lodi řady Cygnus (lat. „labuť“). Společnost Northrop Grumman ji vyrobila a připravila její vypuštění podle smlouvy s agenturou NASA v rámci programu Commercial Resupply Services, jehož účelem je zásobování Mezinárodní vesmírné stanice (ISS). Start se uskutečnil 7. listopadu 2022 a let trval 163 dní.

## Loď Cygnus
Pro lety s nákladem k ISS jsou od roku 2015 využívány lodi Cygnus s označením Enhanced (vylepšené), které na oběžnou dráhu Země vynášejí rakety Antares 230, od roku 2019 pak Antares 230+.

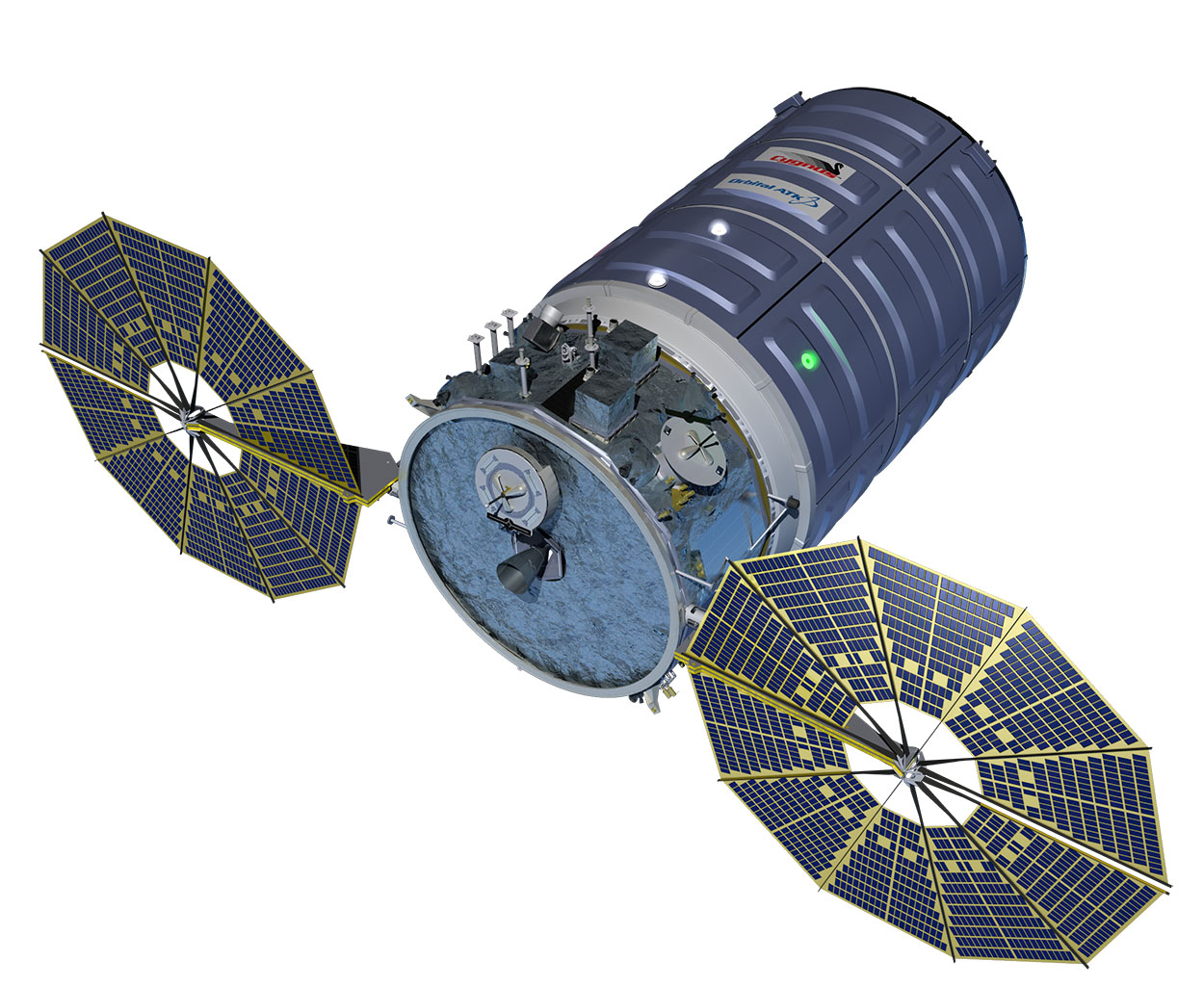
Vizualizace lodi Cygnus

Délka lodí dosahuje 6,39 metru a vnější průměr 3,07 metru. Hermetizovaný modul o objemu 27 m3 pojme až 3 729 kg (8 200 liber) nákladu.
Na spodku lodi (ve směru letu při startu) jsou umístěny dva solární panely vyrobené technologií Ultraflex, které se po startu rozevřou jako vějíř.
Na horní části je umístěn kotvicí mechanismus CBM (Common Berthing Mechanism) pro hermetické připojení ke stanici a umožnění přístupu její posádky do vnitřku lodi. Lodi Cygnus se k ISS nepřipojují automaticky jako lodi Progress, Dragon 2 a dříve také ATV, ale pomocí robotické ruky Canadarm2, podobně jako dřívější lodi HTV nebo první verze lodí Dragon. Cygnus se ke stanici přiblíží na zhruba 10 metrů, posádka ho zevnitř stanice pomocí robotické ruky zachytí, během přiblížení lodi ke spojovacímu portu a připojení lodi ale robotickou ruku na dálku řídí operátoři z řídicího střediska.
Od mise NG-17 disponují Cygnusy rozšířenými funkcemi pro úpravu dráhy stanice.

## Náklad
Kosmická loď Cygnus NG-18 vynesla na oběžnou dráhu 3 708 kg nákladu, který budou – podobně jako při předchozích misích – tvořit:
- zásoby pro posádku (1 637 kg),
- provozní vybavení stanice (1 077 kg),
- materiály a zařízení pro medicínské, fyzikální a další vědecké experimenty (850 kg),
- vybavení pro výstup do volného prostoru (66 kg),
- počítačové vybavení (78 kg).

Na palubě lodi bylo 20 vědeckých výzkumů a technických demonstrací sponzorovaných Národní laboratoří ISS a 7 projektů financovaných americkou Národní vědeckou nadací (NSF):
- Vědci z Kalifornské univerzity v San Diegu budou díky financování z NSF zkoumat, jak reaguje se vzduchem a vodou v mikrogravitaci spálená půda, která po požáru není na zemi schopna vodu snadno absorbovat. Získaná data pomohou k vytvoření základního přehledu o chování této půdy, což může pomoci lépe předvídat a případně i předcházet bahenním požárům pomocí lepší stabilizace půdy.
- NSF financuje také výzkum Emory University, který využije mikrogravitaci na ISS k urychlení růstu buněk srdečního svalu odvozených z lidských kmenových buněk. Výsledky by mohly přispět k průlomu v nahrazování poškozených buněk u pacientů se srdečními chorobami, a navíc ke zlepšení modelování chorob a vývoji účinnějších léků na srdce.
- Společnost Redwire Space ověří (po předchozí demonstraci v roce 2019) své zařízení BioFabrication Facility (BFF) při biotisku lidských buněk a tkání za nepřítomnosti gravitace. Autoři výzkumu věří, že mikrogravitace umožní těmto křehkým tkáním dozrát a zesílit bez použití lešení, místo aby se zhroutily pod vlastní vahou, jako se to děje při biotisku na Zemi. Pozitivní výsledek by mohl pro regenerativní medicínu vést k efektivním způsobům tisku nových tkání a orgánů ve vesmíru pro pacienty, kteří je potřebují na Zemi.
- Technologická ukázka společnosti Madison Square Garden Entertainment Corp. má za cíl otestovat nový ultraširokoúhlý objektiv na jednosnímkové kameře s nejvyšším dostupným rozlišením, a vyhodnotili, jak funguje v drsných podmínkách vesmíru. Získaná data pomohou optimální konstrukci kamer, které budou pořizovat snímky na budoucích misích, určené pro LED obrazovky uvnitř nového zábavního centra MSG Sphere, která se v současné době staví v Las Vegas.

K dalším vědeckým programům, které NG-18 přivezla na stanici, patřily:
- první družice Ugandy a Zimbabwe vyvinuté v rámci programu BIRDS, mezioborového projektu pro země, které nemají vlastní kosmický program,
- zkoumání vlivu mikrogravitace na funkci vaječníků,
- experiment zkoumající, zda se mohou prostřednictvím semen na další generaci přenést změny, jimiž procházejí rostliny pěstované ve vesmíru.

## Čestné pojmenování – Sally Rideová

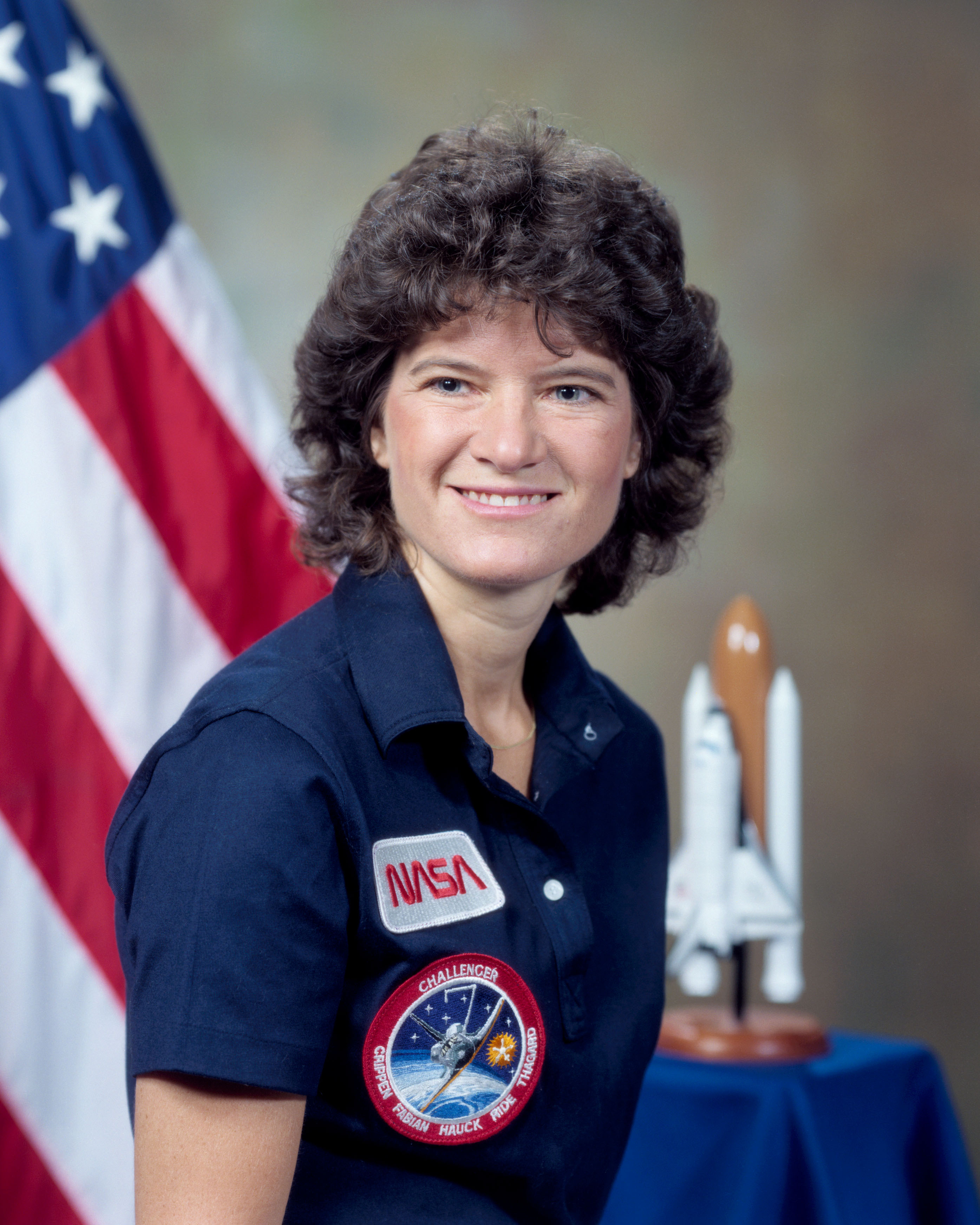

Také osmnáctý let lodi Cygnus byl pojmenován podle osoby, která významně přispěla k úspěšné minulosti americké kosmonautiky. Tentokrát padla volba na vědkyni, vysokoškolskou učitelku fyziky a astronautku Sally Rideovou, V roce 1983 se stala první Američankou, která odstartovala do vesmíru, a to v raketoplánu Challenger, stejně jako při svém druhém letu letu o rok později. Poté byla také první ženou, která v pozici označované CapCom udržovala komunikaci s posádkami vesmírných misí. V roce 2001 byla u vzniku společnosti Sally Ride Science zaměřené na podporu motivace dívek ke kariéře ve vědě a inženýrství. Byla členkou obou komisí vyšetřujících havárie amerických raketoplánů (Challenher v roce 1985 a Columbia v roce 2003). Zemřela v roce 2012 ve věku 61 let.

## Průběh mise
Start lodi Cygnus NG-18 z kosmodromu MARS (Středoatlantský regionální kosmodrom) na vrcholu rakety Antares 230+ byl původně naplánován na polovinu srpna 2022. V polovině července 2022 však byl oznámen odklad startu o dva měsíce v důsledku potíží v dodavatelském řetězci výrobce lodi, společnosti Northrop Grumman.

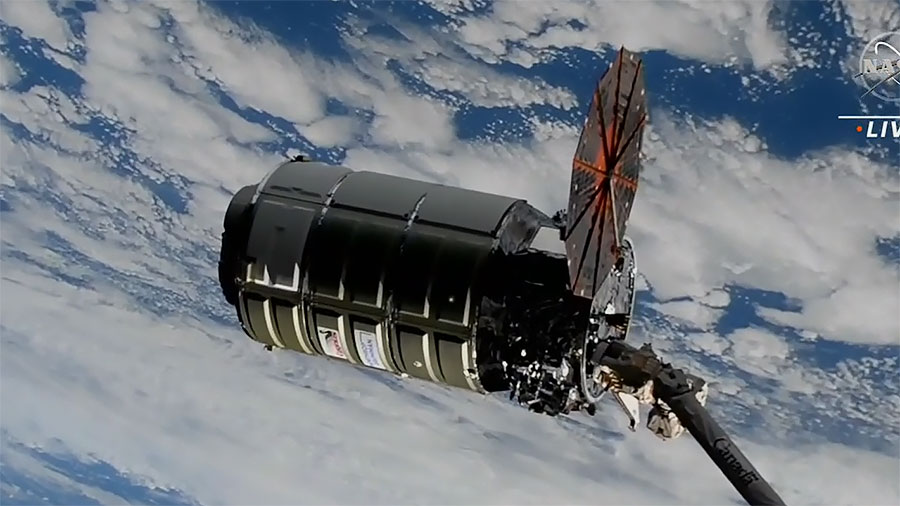
NG-18 po zachycení robotickou rukou Canadarm, 9. listopadu 2022. Na spodní části nerozevřený solární panel.

Pod vlivem dalších změn v programu ISS se pak start dále posunul zhruba o 3 týdny. Byl naplánován na 6. listopadu 2022 v 10:50 UTC, ovšem kvůli požáru v budově řízení mise společnosti Northrop Grumman v Dullesu ve Virginii během odpočítávání byl start zrušen. Loď pak vzlétla po jednodenním odkladu 7. listopadu 2022 v 10:32:42 UTC. NASA krátce po startu uvedla, že se na lodi rozevřel jen jeden ze dvou kruhových solárních panelů, ale loď i přesto má dostatek elektřiny pro přiblížení k ISS. Po posouzení rizik spojených se zachycením lodi (úchyt pro robotickou paži je méně než dva metry od solárních panelů) bylo rozhodnuto pokračovat v misi a Cygnus 9. listopadu 2022 dorazil k ISS. Robotická ruka Canadarm2, zevnitř stanice ovládaná astronautkou Nicole Mannovou, loď zachytila v 10:20 UTC. Pozemní operátoři pak na dálku pomocí robotické ruky Cygnus ve 13:03 UTC připojili ke spodnímu (nadir) portu modulu Unity.
NG-18 zajistila 30. března 2023 v 16:48 UTC zvýšení oběžné dráhy, které je obvykle starostí kosmické lodi Progres na zadním portu modulu Zvezda, a tedy i celé stanice (v březnu 2023 byl připojen Progress MS-22). Motory NG-18 se zapálily na 900 sekund (15 minut), udělily stanici impuls 0,8 km/s, což dráhu stanice zvýšilo o zhruba 1,8 km.
Kosmická loď byla před koncem své mise naplněna odpadem určeným k zániku. Obvyklá sekvence kroků pro její oddělení a odlet od stanice se odehrála 21. dubna 2023. Nejprve robotická ruka Canadarm2 ovládaná emirátským astronautem Sultánem an-Nejádím uchopila loď pomoci úchytu na jejím servisním modulu. Pozemní operátoři pak loď kolem 08:40 UTC pomocí robotické ruky odpojili od spodního portu modulu Unity a odmanévrovali s ní do největší možné vzdálenosti od stanice. A nakonec robotická paže na pokyn operátorů uvolnila kosmickou loď k samostatnému letu v 11:20 UTC. NG-18 se poté od stanice pomalu vzdálila a o půl dne později provedla brzdicí manévr, který ji navedl k zániku v horních vrstvách atmosféry 22. dubna 2023 kolem 01:42 UTC nad jižním Pacifikem.